# 東経33度線
東経33度線（とうけい33どせん）は、本初子午線面から東へ33度の角度を成す経線である。北極点から北極海、ヨーロッパ、トルコ、アフリカ、インド洋、南極海、南極大陸を通過して南極点までを結ぶ。
東経33度線は、西経147度線と共に大円を形成する。

## 通過する地域一覧
東経33度線は、北極点から南極点まで南に向かって以下の場所を通っている。
| 地理座標                                             | 国土・領土・領海 | 備考 |
| ---------------------------------------------------- | ---------------- | --- |
| 北緯90度0分 東経33度0分 / 北緯90.000度 東経33.000度  | 北極海           | |
| 北緯80度19分 東経33度0分 / 北緯80.317度 東経33.000度 | ノルウェー       | クヴィト島（スヴァールバル諸島）                                                                             |
| 北緯80度8分 東経33度0分 / 北緯80.133度 東経33.000度  | バレンツ海       | |
| 北緯69度45分 東経33度0分 / 北緯69.750度 東経33.000度 | ロシア           | ルイバチー半島                                                                                               |
| 北緯69度36分 東経33度0分 / 北緯69.600度 東経33.000度 | バレンツ海       | モトフスキー湾（英語版）                                                                                     |
| 北緯69度27分 東経33度0分 / 北緯69.450度 東経33.000度 | ロシア           | コラ半島 |
| 北緯66度53分 東経33度0分 / 北緯66.883度 東経33.000度 | 白海             | カンダラクシャ湾                                                                                             |
| 北緯66度42分 東経33度0分 / 北緯66.700度 東経33.000度 | ロシア           | |
| 北緯52度16分 東経33度0分 / 北緯52.267度 東経33.000度 | ウクライナ       | |
| 北緯46度1分 東経33度0分 / 北緯46.017度 東経33.000度  | 黒海             | カルキニト湾（英語版）                                                                                       |
| 北緯45度41分 東経33度0分 / 北緯45.683度 東経33.000度 | ウクライナ       | クリミア半島                                                                                                 |
| 北緯45度19分 東経33度0分 / 北緯45.317度 東経33.000度 | 黒海             | |
| 北緯41度55分 東経33度0分 / 北緯41.917度 東経33.000度 | トルコ           | アンカラのすぐ東を通過                                                                                       |
| 北緯36度6分 東経33度0分 / 北緯36.100度 東経33.000度  | 地中海           | |
| 北緯35度22分 東経33度0分 / 北緯35.367度 東経33.000度 | キプロス         | 北キプロスの支配地域（キプロス共和国が領有権を主張） グリーンライン（国連緩衝地帯） キプロス共和国の支配地域 |
| 北緯34度38分 東経33度0分 / 北緯34.633度 東経33.000度 | アクロティリ     | イギリス主権基地領域（英語版）（キプロス共和国の支配地域ではない）                                           |
| 北緯34度34分 東経33度0分 / 北緯34.567度 東経33.000度 | 地中海           | |
| 北緯31度10分 東経33度0分 / 北緯31.167度 東経33.000度 | エジプト         | シナイ半島                                                                                                   |
| 北緯39度10分 東経33度0分 / 北緯39.167度 東経33.000度 | スエズ湾         | |
| 北緯28度29分 東経33度0分 / 北緯28.483度 東経33.000度 | エジプト         | |
| 北緯22度0分 東経33度0分 / 北緯22.000度 東経33.000度  | スーダン         | |
| 北緯12度13分 東経33度0分 / 北緯12.217度 東経33.000度 | 南スーダン       | |
| 北緯3度52分 東経33度0分 / 北緯3.867度 東経33.000度   | ウガンダ         | |
| 北緯0度7分 東経33度0分 / 北緯0.117度 東経33.000度    | ヴィクトリア湖   | ウカラ島（ タンザニア）のすぐ西を通過                                                                        |
| 南緯1度59分 東経33度0分 / 南緯1.983度 東経33.000度   | タンザニア       | ウケレウェ島                                                                                                 |
| 南緯2度6分 東経33度0分 / 南緯2.100度 東経33.000度    | ヴィクトリア湖   | |
| 南緯2度22分 東経33度0分 / 南緯2.367度 東経33.000度   | タンザニア       | |
| 南緯9度22分 東経33度0分 / 南緯9.367度 東経33.000度   | マラウイ         | 約14km |
| 南緯9度30分 東経33度0分 / 南緯9.500度 東経33.000度   | ザンビア         | |
| 南緯12度42分 東経33度0分 / 南緯12.700度 東経33.000度 | マラウイ         | 約18km |
| 南緯12度53分 東経33度0分 / 南緯12.883度 東経33.000度 | ザンビア         | 約14km |
| 南緯13度0分 東経33度0分 / 南緯13.000度 東経33.000度  | マラウイ         | 約19km |
| 南緯13度10分 東経33度0分 / 南緯13.167度 東経33.000度 | ザンビア         | 約5km |
| 南緯13度13分 東経33度0分 / 南緯13.217度 東経33.000度 | マラウイ         | |
| 南緯13度57分 東経33度0分 / 南緯13.950度 東経33.000度 | ザンビア         | 約3km |
| 南緯13度58分 東経33度0分 / 南緯13.967度 東経33.000度 | マラウイ         | 約5km |
| 南緯14度1分 東経33度0分 / 南緯14.017度 東経33.000度  | ザンビア         | 約6km |
| 南緯14度5分 東経33度0分 / 南緯14.083度 東経33.000度  | モザンビーク     | |
| 南緯17度18分 東経33度0分 / 南緯17.300度 東経33.000度 | ジンバブエ       | 約13km |
| 南緯17度25分 東経33度0分 / 南緯17.417度 東経33.000度 | モザンビーク     | 約16km |
| 南緯17度34分 東経33度0分 / 南緯17.567度 東経33.000度 | ジンバブエ       | |
| 南緯17度48分 東経33度0分 / 南緯17.800度 東経33.000度 | モザンビーク     | |
| 南緯18度13分 東経33度0分 / 南緯18.217度 東経33.000度 | ジンバブエ       | |
| 南緯18度29分 東経33度0分 / 南緯18.483度 東経33.000度 | モザンビーク     | |
| 南緯19度45分 東経33度0分 / 南緯19.750度 東経33.000度 | ジンバブエ       | |
| 南緯20度1分 東経33度0分 / 南緯20.017度 東経33.000度  | モザンビーク     | |
| 南緯25度28分 東経33度0分 / 南緯25.467度 東経33.000度 | インド洋         | インハカ島（英語版）および本土（ モザンビーク）のすぐ東を通過                                                |
| 南緯60度0分 東経33度0分 / 南緯60.000度 東経33.000度  | 南極海           | |
| 南緯69度31分 東経33度0分 / 南緯69.517度 東経33.000度 | 南極大陸         | ドローニング・モード・ランド（ ノルウェーが領有権を主張）                                                    |